# Söndagsvägen
Söndagsvägen är en bok från 2020 av Peter Englund om mordet på Marianne "Kickan" Granell i juli 1965, i pressen kallat Hökarängsmordet.
Baserat på polisutredningen och en sorts dagboksanteckningar från gärningsmannen ger Englund inblickar i mördarens psyke, som i viss mån påminner om vår tids incel-män.
Söndagsvägen handlar även om 1960-talets svenska samhälle i stort, en brytningstid med Folkhemmets övergång till begynnande senkapitalism och teknokratvälde; solidariteten som grumlas till individualism, under kort tid kamouflerad av revolutionära manér.

## Utgåva
- Englund, Peter (2020). Söndagsvägen: berättelsen om ett mord. Stockholm: Natur & Kultur. Libris 7kcgnwwm5qm4mpf3. ISBN 9789127160026